# Erland Josephson
Erland Josephson (ur. 15 czerwca 1923 w Sztokholmie, zm. 25 lutego 2012 tamże) – szwedzki aktor, reżyser, scenarzysta i pisarz. W latach 1966–75 był dyrektorem Królewskiego Teatru Dramatycznego w Sztokholmie.
Największą sławę wśród międzynarodowej publiczności przyniosły mu role w filmach Ingmara Bergmana; zagrał w kilkunastu dziełach reżysera, były to m.in. w: Szepty i krzyki (1972), Sceny z życia małżeńskiego (1973), Jesienna sonata (1978), Fanny i Aleksander (1982). Pracował także z innymi cenionymi twórcami kina europejskiego; występował u Andrieja Tarkowskiego (Nostalgia, Ofiarowanie), Istvána Szabó (Hanussen), Teo Angelopoulosa (Spojrzenie Odyseusza). Wystąpił w roli Króla w inscenizacji Ingmara Bergmana Iwona, księżniczka Burgunda Witolda Gombrowicza w Królewskim Teatrze Dramatycznym w Sztokholmie, pokazanej w ramach jego gościnnych występów na scenie Teatru im. Juliusza Słowackiego w Krakowie w październiku 1996.
Zmarł w wieku 88 lat; od dłuższego czasu zmagał się z chorobą Parkinsona.

## Filmografia
- Deszcz pada na naszą miłość (1946) jako pracownik w kancelarii pastora
- Ku szczęściu (1950) jako Bertil
- U progu życia (1958) jako Anders Ellius
- Twarz (1958) jako konsul Egerman
- Godzina wilka (1968) jako baron von Merkens
- Namiętności (1969) jako Elis Vergerus
- Szepty i krzyki (1972) jako David, lekarz
- Sceny z życia małżeńskiego (1973) jako Johan
- Czarodziejski flet (1975) jako mężczyzna wśród publiczności
- Twarzą w twarz (1976) jako dr Tomas Jacobi
- Godziny miłości (1977) jako Doncker
- Pomiędzy dobrem i złem (1977) jako Friedrich Nietzsche
- Jesienna sonata (1978) jako Josef
- Pierwsza Polka (1979) jako Leo Maria Piontek
- Marmolada rewolucyjna (1980) jako Karl Henrik Eller (także reżyseria)
- Fanny i Aleksander (1982) jako Isak Jacobi
- Nostalgia (1983) jako Domenico
- Po próbie (1984) jako Henrik Vogler, starszy
- Ofiarowanie (1986) jako Alexander
- Nieznośna lekkość bytu (1988) jako ambasador
- Hanussen (1988) jako dr Bettelheim
- Księgi Prospera (1991) jako Gonzalo
- Krystyna, córka Lavransa (1995) jako brat Edwin
- Spojrzenie Odyseusza (1995) jako S., Filmmuseum curator
- W obecności klowna (1997) jako Osvald Vogler
- Piąta zima magnetyzera (1999) jako pan Hofverberg
- Wiarołomni (2000) jako Bergman
- Sarabanda (2003) jako Johan
- Zwłoki w dobrym stanie (2005) jako Zaim Kundurevič